# Naturschutzgebiet Kahle Pön

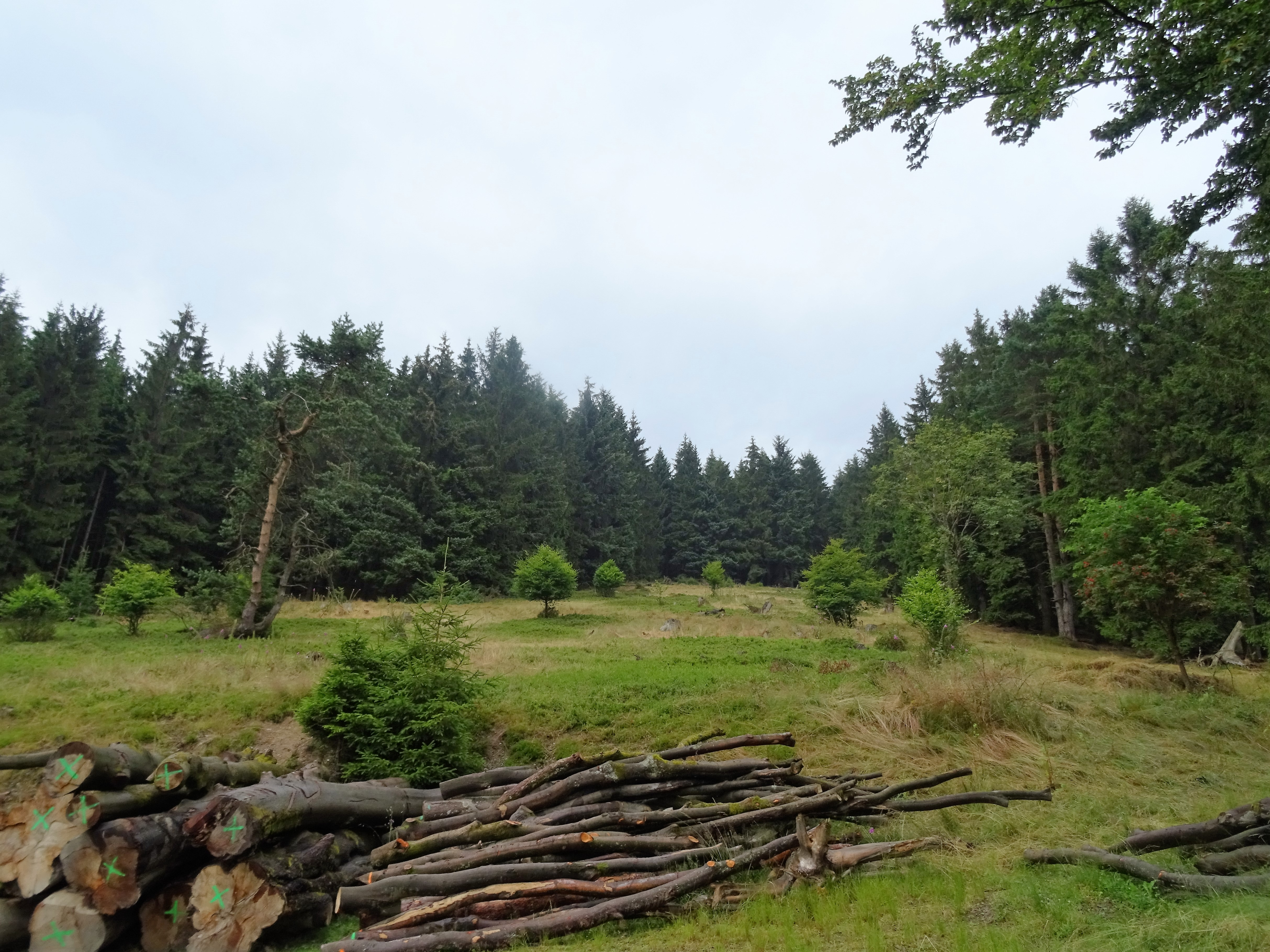
Lichtung im NSG Kahle Pön (2016)

Das Naturschutzgebiet Kahle Pön mit einer Größe von 95,86 ha liegt nördlich von Titmaringhausen im Stadtgebiet von Medebach. Es wurde 2003 mit dem Landschaftsplan Medebach durch den Hochsauerlandkreis als Naturschutzgebiet (NSG) ausgewiesen. Das NSG ist Teil des Europäischen Vogelschutzgebietes Medebacher Bucht (DE-4717-401) und praktisch identisch mit dem FFH-Gebiet Kahle Pön (DE 4717-308).
Im Nordosten grenzt das hessische Naturschutzgebiet Kahle Pön bei Usseln an.

## Gebietsbeschreibung
Das Naturschutzgebiet liegt am Berg Kahle Pön. Im NSG befinden sich Heidebereiche, Bergwiesen und ein Rotbuchenwald.

## Pflanzen- und Tierarten im NSG
Im NSG kommen gefährdete Pflanzenarten vor. Das Landesamt für Natur, Umwelt und Verbraucherschutz Nordrhein-Westfalen dokumentierte im Schutzgebiet Pflanzenarten wie Acker-Glockenblume, Acker-Witwenblume, Bach-Nelkenwurz, Bachbunge, Berg-Platterbse, Besenheide, Bitteres Schaumkraut, Blutwurz, Borstgras, Breitblättrige Platterbse, Breitblättriger Thymian, Brennender Hahnenfuß, Deutscher Ginster, Dreizahn, Dürrwurz, Echte Nelkenwurz, Echtes Johanniskraut, Echtes Labkraut und Echtes Mädesüß.
Das Landesamt dokumentierte den Neuntöter als Brutvogel.

## Schutzzweck
Das NSG soll die Heidebereiche, die Bergwiesen und den Buchenwald schützen. Wie bei allen Naturschutzgebieten in Deutschland wurde in der Schutzausweisung darauf hingewiesen, dass das Gebiet „wegen der Seltenheit, besonderen Eigenart und Schönheit des Gebietes“ zum Naturschutzgebiet erklärt wurde. Als Hauptschutzgrund wird die Erhaltung und Wiederherstellung der Biotoptypen und der Schutz von Flora und Fauna im Gebiet benannt. Zur Sicherung der Kohärenz und Umsetzung des europäischen Schutzgebietssystems Natura 2000.